# Campionati europei Under-20 1957 (hockey su pista)
I Campionati Europei Under-20 1957 sono stati la 3ª edizione dei campionati europei Under-20 di hockey su pista; la manifestazione venne disputata in Portogallo a Lisbona dall'11 al 15 marzo 1957.

La competizione fu organizzata dalla Fédération Internationale de Roller Sports.

Il torneo fu vinto dalla nazionale spagnola per la 2ª volta nella sua storia.

## Nazionali partecipanti
- Belgio
- Francia
- Germania Ovest
- Paesi Bassi
- Portogallo
- Spagna

## Svolgimento

### Risultati
| Lisbona marzo 1957 | Belgio | 6 – 2 | Francia |  |

| Lisbona marzo 1957 | Belgio | 3 – 3 | Germania Ovest |  |

| Lisbona marzo 1957 | Belgio | 3 – 2 | Paesi Bassi |  |

| Lisbona marzo 1957 | Belgio | 2 – 9 | Portogallo |  |

| Lisbona marzo 1957 | Belgio | 0 – 6 | Spagna |  |

| Lisbona marzo 1957 | Francia | 1 – 1 | Germania Ovest |  |

| Lisbona marzo 1957 | Francia | 4 – 9 | Paesi Bassi |  |

| Lisbona marzo 1957 | Francia | 1 – 10 | Portogallo |  |

| Lisbona marzo 1957 | Francia | 0 – 12 | Spagna |  |

| Lisbona marzo 1957 | Germania Ovest | 1 – 1 | Paesi Bassi |  |

| Lisbona marzo 1957 | Germania Ovest | 1 – 4 | Portogallo |  |

| Lisbona marzo 1957 | Germania Ovest | 0 – 5 | Spagna |  |

| Lisbona marzo 1957 | Paesi Bassi | 1 – 4 | Portogallo |  |

| Lisbona marzo 1957 | Paesi Bassi | 2 – 4 | Spagna |  |

| Lisbona marzo 1957 | Portogallo | 0 – 2 | Spagna |  |

### Classifica
|    | Squadra        | PT | G | V | N | P | GF | GS | Diff. |
| -- | -------------- | -- | - | - | - | - | -- | -- | ----- |
| 1. | Spagna         | 10 | 5 | 5 | 0 | 0 | 29 | 2  | +27   |
| 2. | Portogallo     | 8  | 5 | 4 | 0 | 1 | 27 | 6  | +21   |
| 3. | Belgio         | 5  | 5 | 2 | 1 | 2 | 14 | 22 | -8    |
| 4. | Paesi Bassi    | 3  | 5 | 1 | 1 | 3 | 15 | 16 | -1    |
| 5. | Germania Ovest | 3  | 5 | 0 | 3 | 2 | 6  | 14 | -8    |
| 6. | Francia        | 1  | 5 | 0 | 1 | 4 | 7  | 38 | -31   |

## Campioni
| Campione d'Europa Under-20 1957 |
| ------------------------------- |
| Spagna 2º titolo                |